# Anders Borg
Pour les articles homonymes, voir Borg.
Anders Erik Borg, né à Stockholm le 11 janvier 1968, est un économiste et homme politique suédois du Parti du rassemblement modéré (centre-droit) et ancien ministre des Finances, au sein gouvernement de Fredrik Reinfeldt.

## Biographie
Né à Stockholm, il grandit à Norrköping, dans le comté d'Östergötland. Il devient un membre de la Ligue des Jeunes modérés dans son lycée à Norrköping. Il a étudié les sciences politiques, l'histoire économique et la philosophie à l'université d'Uppsala de 1988 à 1991. Il obtient une licence en économie puis part étudier l'économie à l'université de Stockholm de 1995 à 1997.
Il milite dans sa jeunesse au sein du mouvement des jeunes modérés. De 1990 à 1991, il est vice-président de la Confédération des étudiants libéraux et conservateurs de Suède (Fria moderata studentförbundet). Dans sa jeunesse Borg est libertarien, et partisan par exemple de la légalisation des drogues).  En 1990, il est éditorialiste dans un quotidien conservateur. En 1993, il devient conseiller politique de Carl Bildt, Premier ministre conservateur entre 1991 et 1994. Après son expérience gouvernementale, il travaille jusqu'en 2002 comme économiste dans le secteur bancaire.  De 2003 à 2006, il est chargé de préparer le programme économique du Parti des modérés en vue des élections législatives de l'automne 2006. Ces élections lui permettent d'accéder au poste de ministre des Finances le 6 octobre 2006.
Grâce aux bonnes performances économiques de la Suède -dont il est en partie responsable- il est élu en 2011 meilleur ministre des finances de l'Union Européenne dans le classement du Financial Times, qui prend en compte "la capacité politique, la performance économique et la crédibilité sur les marchés" de chacun des ministres des principaux pays européens.
Anders Borg est domicilié à Bie près de Katrineholm dans le comté de Södermanland. Il est marié à  Susanna Borg (née Ölander) et est le père de trois enfants. Il tranche dans le milieu politique par son allure (boucle d'oreille et catogan). 
En juillet 2017, très saoul lors d'une fête familiale, il a exhibé son pénis, a attrapé des invités masculins dans l'entrejambe afin de comparer la longueur de leurs pénis à celle du sien, et a traité plusieurs femmes présentes de « hora » (putes) et de « slampa » (salopes). Devant la polémique, il démissionne de ses fonctions politiques.